# 드로고 2세
드로고 2세(Drogo II, 생몰년 미상)는 카롤링거 왕조 출신으로, 궁재 카를로만의 아들이며, 궁재 카를 마르텔의 손자였다.
747년 아우스트라시아의 궁재에 임명되었으나, 748년 삼촌 피핀 3세에 의해 강제로 퇴진당하고 수도원에 들어갔다. 이후 피핀 3세를 상대로 반란을 일으켰으나 실패하고 진압당하였다.

## 같이 보기
- 카를로만
- 피핀 3세
- 그리폰